# Семёнов, Анатолий Алексеевич (1957)
Анатолий Алексеевич Семёнов (род. 30 января 1957, Москва) — советский и российский хоккеист, защитник. Мастер спорта СССР.
Победитель юношеских (1973, 1974) и молодёжных (1975, 1976) первенств СССР в составе ЦСКА. В первенстве СССР дебютировал в сезоне 1976/77 в составе команды первой лиги СКА МВО. Со следующего сезона — в ижевской «Ижстали», в составе которой играл в высшей лиге в сезонах 1979/80, 1981/82 — 1983/84. Играл в первой лиге за «Торпедо» Ярославль (1984/85 — 1985/86), в высшей лиге за «Химик» Воскресенск (1986/87 — 1987/88), во второй и первой лигах за «Металлург» Череповец (1987/88 — 1989/90), во второй лиге за «Трактор» Липецк (1989/90).
Играл во втором дивизионе Финляндии за клубы «ТеКи» (Раахе, 1990/91, 1992/93), «Киекко-Веса» (Раахе, 1993/94), «СуПС» (Суомуссалми, 1994/95), «Кярпят» (Оулу, 1994/95), ТИХК (Торнио, 1995/96 — 1996/97).
Вернувшись в Россию, играл за «Динамо-Энергия» Екатеринбург (1997) и «Титан» Клин (1997/87 — 2000/01).